# La Tâche (Charente)
Pour les articles homonymes, voir La Tâche.
La Tâche est une commune du Sud-Ouest de la France, située dans le département de la Charente (région Nouvelle-Aquitaine).
Ses habitants sont les Tachois et les Tachoises.

## Géographie

### Localisation et accès
La Tâche est une commune située à 9 km au nord-ouest de Chasseneuil et 29 km au nord-est d'Angoulême, sur le plateau du Bois de Bel-Air, vaste forêt de feuillus (chênes, châtaigniers) au nord de la vallée de la Bonnieure.
Le bourg de La Tâche est aussi à 6 km au nord-est de Saint-Angeau, 9 km à l'ouest de Saint-Claud, 14 km à l'est de Mansle, le chef-lieu de son canton, et 14 km au nord de La Rochefoucauld.
À l'écart des grandes routes, la commune de La Tâche est au sud de la D 739 entre Mansle et Saint-Claud qui passe à Cellefrouin. La D 91 en direction de Coulgens et Angoulême et la D  185 se croisent au bourg.

### Hameaux et lieux-dits
La commune possède deux hameaux : Chez Mauras au nord et Chez Four à l'est.

### Communes limitrophes
|         | Cellefrouin |  |
| Valence | La Tâche    |  |
|         | Saint-Mary  |  |

### Géologie et relief
Le sol est calcaire et date du Jurassique moyen (Callovien). Les plateaux, sur les trois quarts sud-est de la commune, sont recouverts d'altérite et d'argile à silex, dépôts du Tertiaire,,.
Le relief de la commune est celui d'un plateau légèrement incliné vers le nord-ouest. Le point culminant de la commune est à une altitude de 183 m, situé à l'extrémité sud-est dans la forêt, aux Logis de Bel-Air (borne IGN). Le point le plus bas est à 88 m, situé à l'extrémité nord-ouest. Le bourg est à 140 m d'altitude.

### Hydrographie

#### Réseau hydrographique

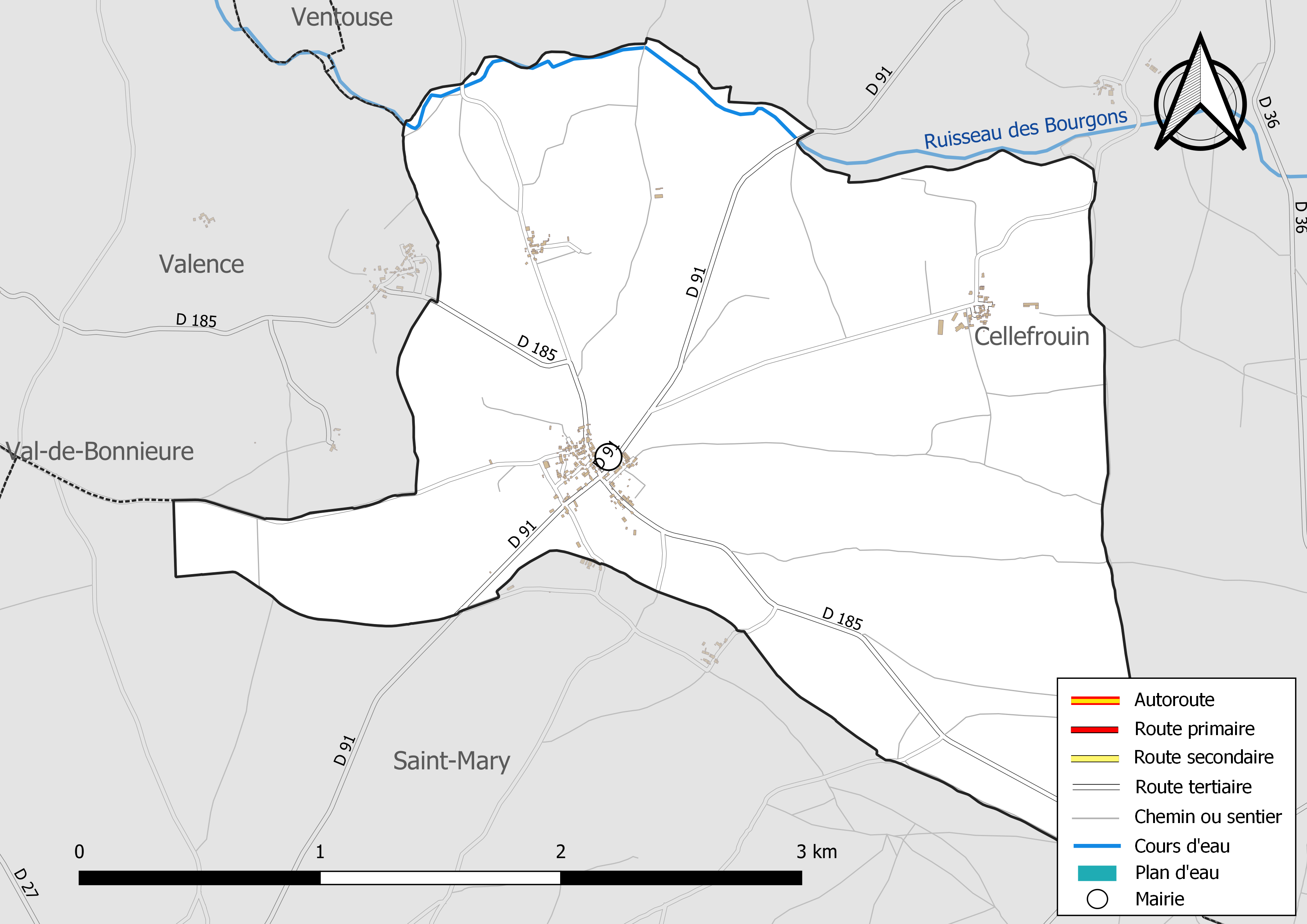
Réseaux hydrographique et routier de la Tâche.

La commune est située dans le bassin versant de la Charente au sein du Bassin Adour-Garonne. Elle est drainée par le ruisseau des Bourgons, de,.
En raison de la nature karstique du sol, aucun cours d'eau ne traverse la commune. On peut toutefois signaler le ruisseau des Bourgons, ruisseau saisonnier qui descend de Chavagnac (commune de Cellefrouin), passe en limite nord et se jette dans le Sonsonnette à Valence.

#### Gestion des eaux
Le territoire communal est couvert par le schéma d'aménagement et de gestion des eaux (SAGE) « Charente ». Ce document de planification, dont le territoire correspond au bassin de la Charente, d'une superficie de 9 300 km2, a été approuvé le 19 novembre 2019. La structure porteuse de l'élaboration et de la mise en œuvre est l'établissement public territorial de bassin Charente. Il définit sur son territoire les objectifs généraux d’utilisation, de mise en valeur et de protection quantitative et qualitative des ressources en eau superficielle et souterraine, en respect des objectifs de qualité définis dans le troisième SDAGE  du Bassin Adour-Garonne qui couvre la période 2022-2027, approuvé le 10 mars 2022.

### Climat
Comme dans les trois quarts sud et ouest du département, le climat est océanique aquitain.

## Urbanisme

### Typologie
Au 1er janvier 2024, La Tâche est catégorisée commune rurale à habitat dispersé, selon la nouvelle grille communale de densité à 7 niveaux définie par l'Insee en 2022.
Elle est située hors unité urbaine et hors attraction des villes,.

### Occupation des sols
L'occupation des sols de la commune, telle qu'elle ressort de la base de données européenne d’occupation biophysique des sols Corine Land Cover (CLC), est marquée par l'importance des forêts et milieux semi-naturels (56,2 % en 2018), une proportion sensiblement équivalente à celle de 1990 (56,3 %). La répartition détaillée en 2018 est la suivante : 
forêts (54,6 %), zones agricoles hétérogènes (24,5 %), prairies (10 %), terres arables (9,3 %), milieux à végétation arbustive et/ou herbacée (1,5 %). L'évolution de l’occupation des sols de la commune et de ses infrastructures peut être observée sur les différentes représentations cartographiques du territoire : la carte de Cassini (XVIIIe siècle), la carte d'état-major (1820-1866) et les cartes ou photos aériennes de l'IGN pour la période actuelle (1950 à aujourd'hui).

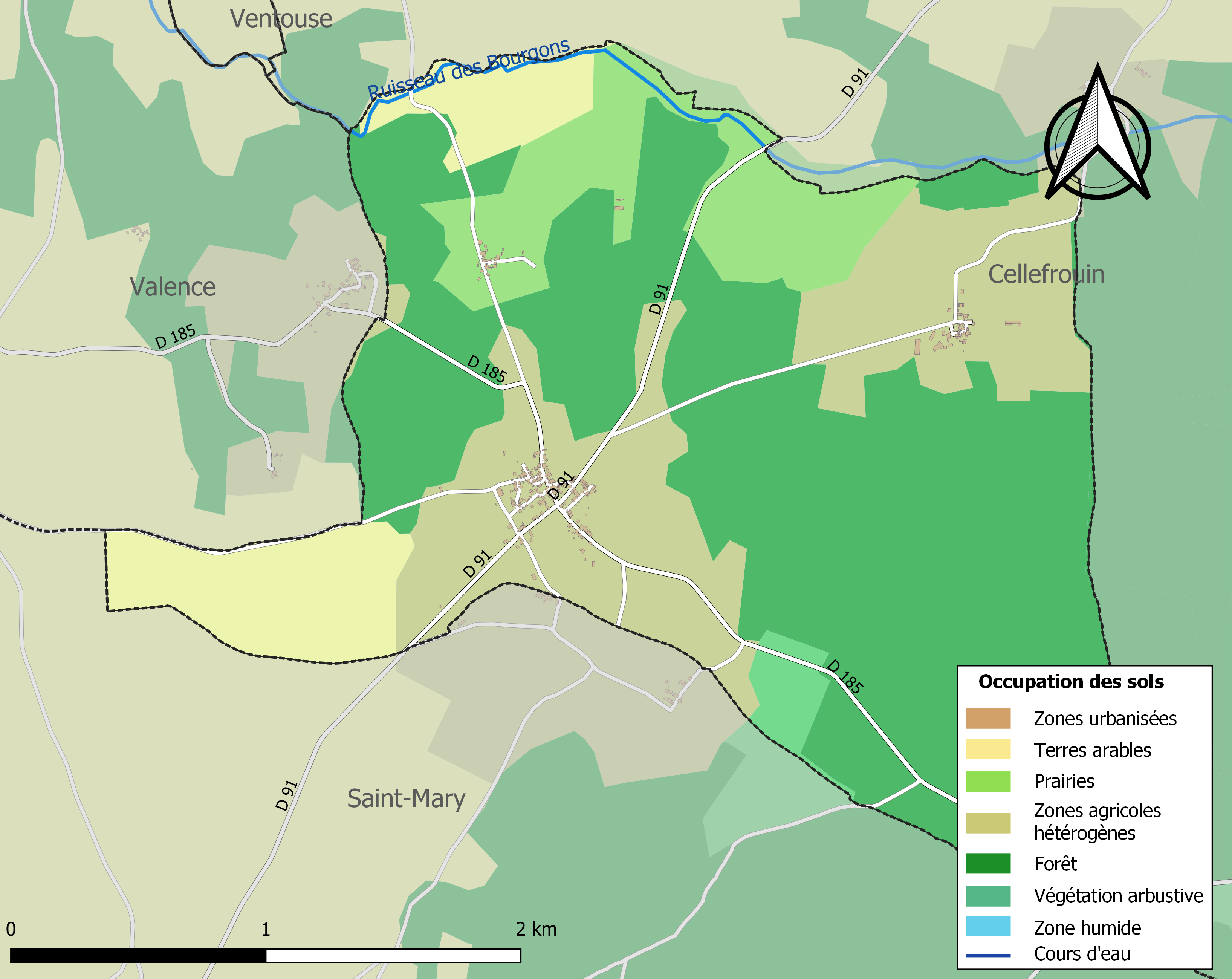
Carte des infrastructures et de l'occupation des sols de la commune en 2018 (CLC).

### Risques majeurs
Le territoire de la commune de La Tâche est vulnérable à différents aléas naturels : météorologiques (tempête, orage, neige, grand froid, canicule ou sécheresse) et séisme (sismicité modérée). Un site publié par le BRGM permet d'évaluer simplement et rapidement les risques d'un bien localisé soit par son adresse soit par le numéro de sa parcelle.

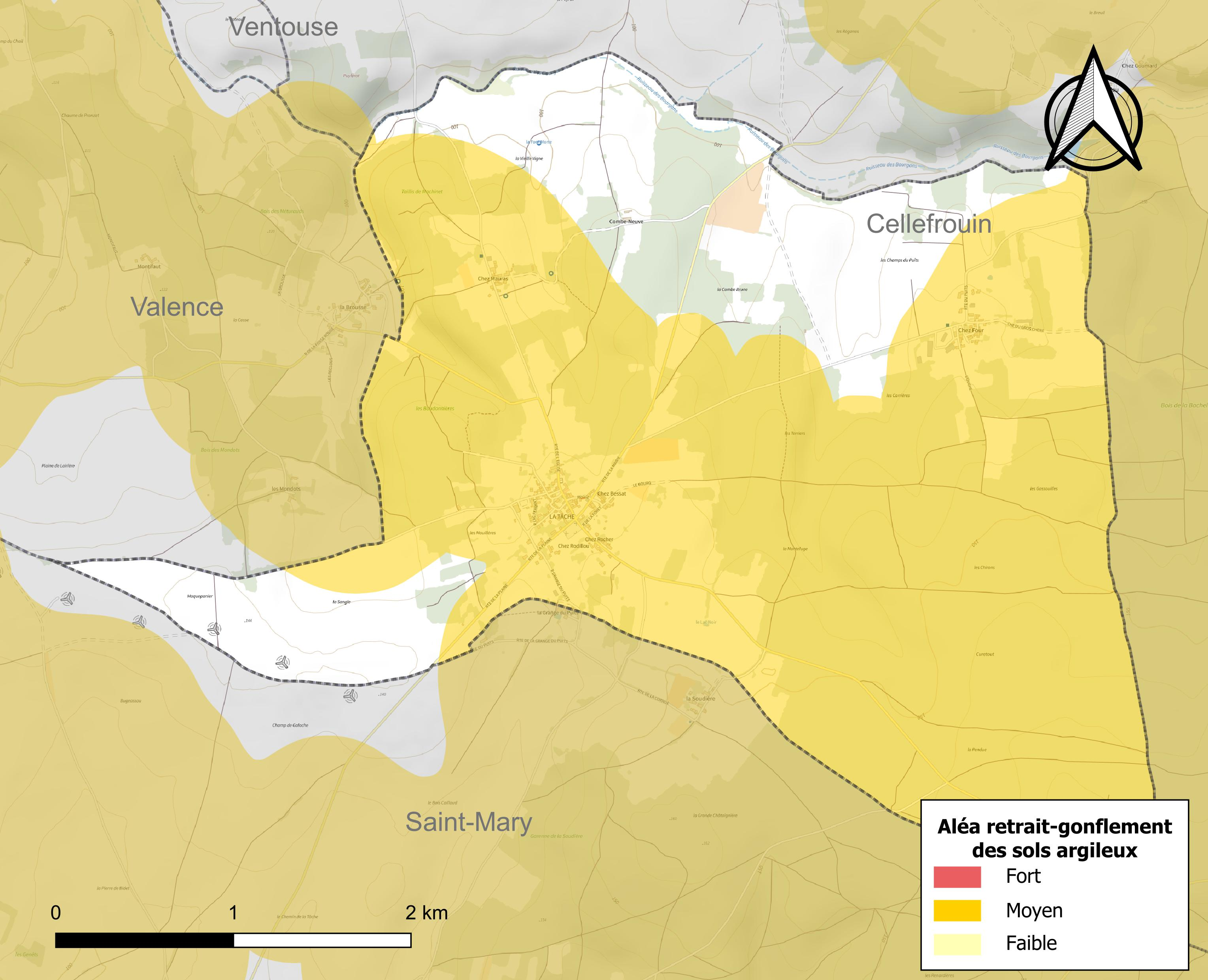
Carte des zones d'aléa retrait-gonflement des sols argileux de La Tâche.

Le retrait-gonflement des sols argileux est susceptible d'engendrer des dommages importants aux bâtiments en cas d’alternance de périodes de sécheresse et de pluie. 75 % de la superficie communale est en aléa moyen ou fort (67,4 % au niveau départemental et 48,5 % au niveau national). Sur les 78 bâtiments dénombrés sur la commune en 2019, 77 sont en aléa moyen ou fort, soit 99 %, à comparer aux 81 % au niveau départemental et 54 % au niveau national. Une cartographie de l'exposition du territoire national au retrait gonflement des sols argileux est disponible sur le site du BRGM,.
Par ailleurs, afin de mieux appréhender le risque d’affaissement de terrain, l'inventaire national des cavités souterraines permet de localiser celles situées sur la commune.
La commune a été reconnue en état de catastrophe naturelle au titre des dommages causés par les inondations et coulées de boue survenues en 1982, 1983 et 1999. Concernant les mouvements de terrains, la commune a été reconnue en état de catastrophe naturelle au titre des dommages causés par des mouvements de terrain en 1999.

## Toponymie
Les formes anciennes sont Tachia, Tascha vers 1300.
La tâche provient du bas latin tasca, terre soumise à l'impôt agraire, et par conséquent terre cultivée (par opposition aux bois et pâturages),,.

### Limite dialectale
La commune est dans le domaine marchois (dialecte occitan proche du limousin), et marque la limite avec la langue d'oïl (domaine du saintongeais) à l'ouest. La forêt de Bel-Air est entièrement dans le domaine marchois,,.

## Histoire
La Tâche est au carrefour de deux anciennes voies romaines, :
- la voie d'Angoulême à Bourges par Argenton (orientée sud-ouest, nord-est)
- la voie de Chassenon à la Terne (orientée ouest-est).

La voie Angoulême-Argenton franchissait un ruisseau au Grand Peyrat, à la limite de la commune de Cellefrouin.

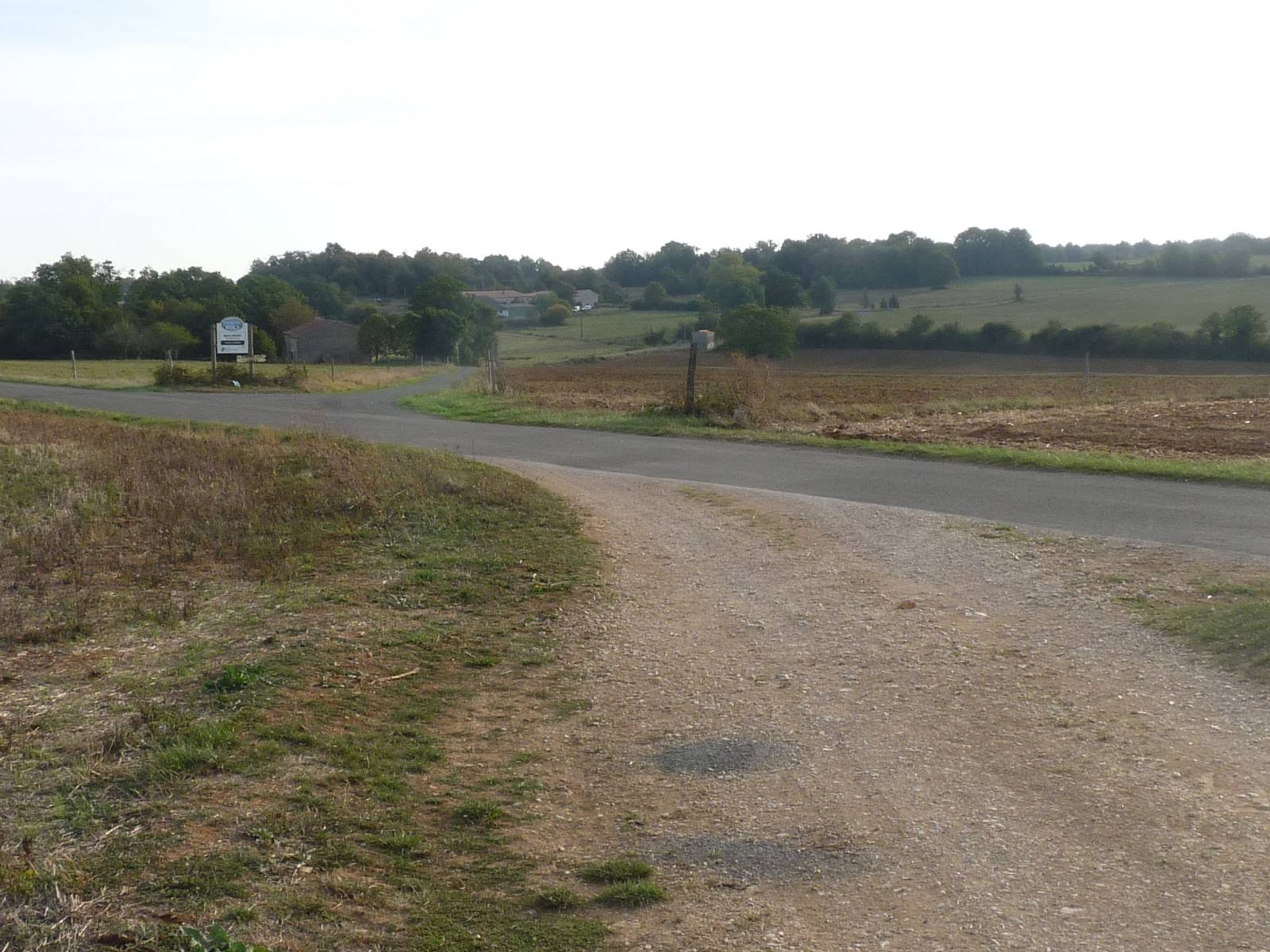
Le carrefour, au sud-ouest du bourg en limite de la commune de Saint-Mary. Vue vers le Bois de Bel-Air.
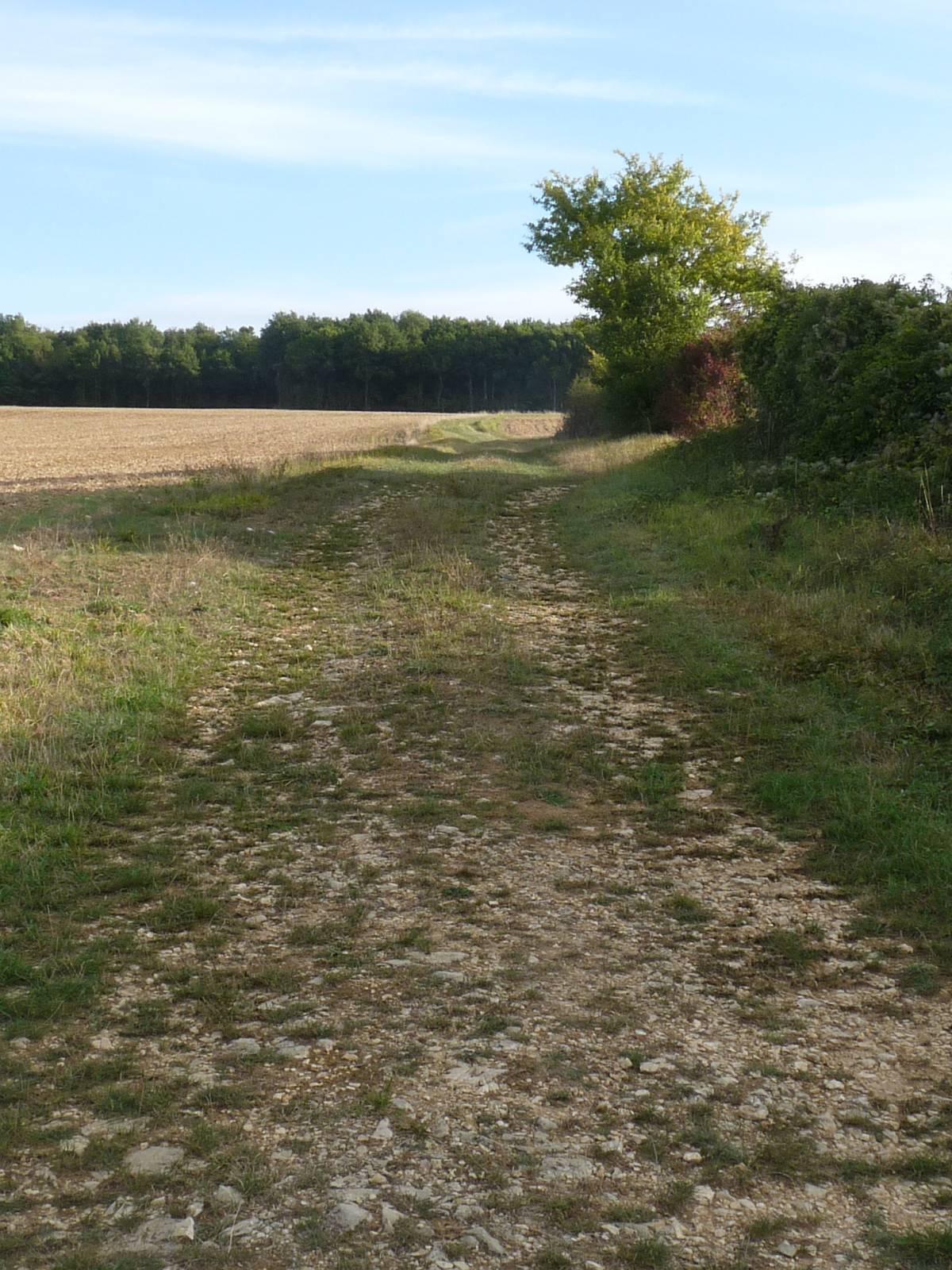
La voie Angoulême - Bourges au Grand Peyrat.

Le bourg de La Tâche était autrefois le siège d'un prieuré, fondé au XIe siècle par l'abbaye de Cellefrouin.

## Administration
| Période                                  | Période  | Identité         | Étiquette | Qualité               |
| ---------------------------------------- | -------- | ---------------- | --------- | --------------------- |
| Les données manquantes sont à compléter. |          |                  |           |                       |
| 2001                                     | 2008     | Monique Machat   |           |                       |
| 2008                                     | 2014     | José Docima      | SE        | Retraité entrepreneur |
| 2014                                     | En cours | Didier Cheminade | SE        | Agriculteur           |

## Démographie

### Évolution démographique
L'évolution du nombre d'habitants est connue à travers les recensements de la population effectués dans la commune depuis 1793. Pour les communes de moins de 10 000 habitants, une enquête de recensement portant sur toute la population est réalisée tous les cinq ans, les populations de référence des années intermédiaires étant quant à elles estimées par interpolation ou extrapolation. Pour la commune, le premier recensement exhaustif entrant dans le cadre du nouveau dispositif a été réalisé en 2006.

En 2022, la commune comptait 106 habitants, en évolution de −6,19 % par rapport à 2016 (Charente : −0,48 %, France hors Mayotte : +2,11 %).
| 1793 | 1800 | 1806 | 1821 | 1831 | 1841 | 1846 | 1851 | 1856 |
| ---- | ---- | ---- | ---- | ---- | ---- | ---- | ---- | ---- |
| 259  | 278  | 262  | 323  | 328  | 318  | 319  | 351  | 349  |

| 1861 | 1866 | 1872 | 1876 | 1881 | 1886 | 1891 | 1896 | 1901 |
| ---- | ---- | ---- | ---- | ---- | ---- | ---- | ---- | ---- |
| 353  | 321  | 306  | 338  | 346  | 311  | 296  | 258  | 260  |

| 1906 | 1911 | 1921 | 1926 | 1931 | 1936 | 1946 | 1954 | 1962 |
| ---- | ---- | ---- | ---- | ---- | ---- | ---- | ---- | ---- |
| 238  | 248  | 207  | 179  | 182  | 171  | 166  | 155  | 136  |

| 1968 | 1975 | 1982 | 1990 | 1999 | 2006 | 2011 | 2016 | 2021 |
| ---- | ---- | ---- | ---- | ---- | ---- | ---- | ---- | ---- |
| 104  | 99   | 83   | 103  | 95   | 106  | 102  | 113  | 109  |

| 2022 | - | - | - | - | - | - | - | - |
| ---- | - | - | - | - | - | - | - | - |
| 106  | - | - | - | - | - | - | - | - |

D’après le recensement Insee de 2007, La Tâche compte 107 habitants (soit une augmentation de 12 % par rapport à 1999).

### Pyramide des âges
La population de la commune est relativement âgée.
En 2018, le taux de personnes d'un âge inférieur à 30 ans s'élève à 27,4 %, soit en dessous de la moyenne départementale (30,2 %). À l'inverse, le taux de personnes d'âge supérieur à 60 ans est de 37,2 % la même année, alors qu'il est de 32,3 % au niveau départemental.
En 2018, la commune comptait 54 hommes pour 61 femmes, soit un taux de 53,04 % de femmes, légèrement supérieur au taux départemental (51,59 %).
Les pyramides des âges de la commune et du département s'établissent comme suit.
| Hommes | Classe d’âge | Femmes |
| ------ | ------------ | ------ |
| 0,0    | 90 ou +      | 0,0    |
| 13,2   | 75-89 ans    | 20,0   |
| 22,6   | 60-74 ans    | 18,3   |
| 17,0   | 45-59 ans    | 25,0   |
| 17,0   | 30-44 ans    | 11,7   |
| 11,3   | 15-29 ans    | 11,7   |
| 18,9   | 0-14 ans     | 13,3   |

| Hommes | Classe d’âge | Femmes |
| ------ | ------------ | ------ |
| 1      | 90 ou +      | 2,7    |
| 9,2    | 75-89 ans    | 12     |
| 20,6   | 60-74 ans    | 21,3   |
| 20,7   | 45-59 ans    | 20,3   |
| 16,8   | 30-44 ans    | 16     |
| 15,6   | 15-29 ans    | 13,4   |
| 16,1   | 0-14 ans     | 14,3   |

## Économie
Exploitation forestière, agriculture céréalière.

## Lieux et monuments

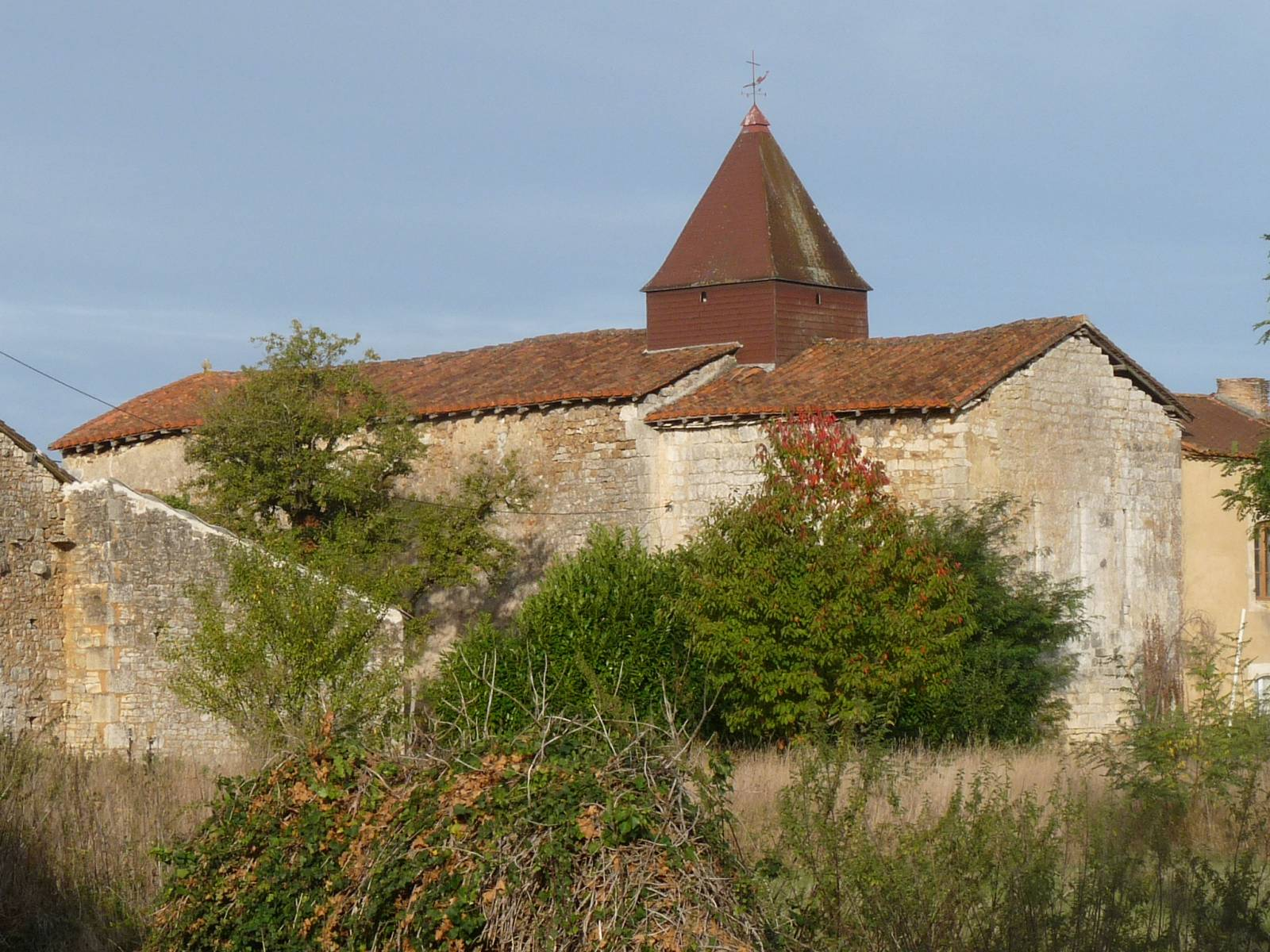
L'église Saint-Jean-Baptiste.

- L'église paroissiale Saint-Jean-Baptiste.